# TAF9B
TAF9B (англ. TATA-box binding protein associated factor 9b) – білок, який кодується однойменним геном, розташованим у людей на X-хромосомі. Довжина поліпептидного ланцюга білка становить 251 амінокислот, а молекулярна маса — 27 622.
| 10         |  | 20         |  | 30         |  | 40         |  | 50         |
| ---------- |  | ---------- |  | ---------- |  | ---------- |  | ---------- |
| MESGKMAPPK |  | NAPRDALVMA |  | QILKDMGITE |  | YEPRVINQML |  | EFAFRYVTTI |
| LDDAKIYSSH |  | AKKPNVDADD |  | VRLAIQCRAD |  | QSFTSPPPRD |  | FLLDIARQKN |
| QTPLPLIKPY |  | AGPRLPPDRY |  | CLTAPNYRLK |  | SLIKKGPNQG |  | RLVPRLSVGA |
| VSSKPTTPTI |  | ATPQTVSVPN |  | KVATPMSVTS |  | QRFTVQIPPS |  | QSTPVKPVPA |
| TTAVQNVLIN |  | PSMIGPKNIL |  | ITTNMVSSQN |  | TANEANPLKR |  | KHEDDDDNDI |
| M          |  |            |  |            |  |            |  |            |

A: Аланін

C: Цистеїн

D: Аспарагінова кислота

E: Глутамінова кислота

F: Фенілаланін

G: Гліцин

H: Гістидин

I: Ізолейцин

K: Лізин

L: Лейцин

M: Метіонін

N: Аспарагін

P: Пролін

Q: Глутамін

R: Аргінін

S: Серин

T: Треонін

V: Валін

Кодований геном білок за функцією належить до фосфопротеїнів. 
Задіяний у таких біологічних процесах, як транскрипція, регуляція транскрипції, ацетилювання. 
Локалізований у ядрі.